# Milan Brglez
Milan Brglez, né le 1er septembre 1967 à Ljubljana, est un homme politique slovène, membre des Sociaux-démocrates. Il est élu député européen en 2019 et fait partie du groupe Alliance progressiste des socialistes et démocrates au Parlement européen.